# 拉卜楞寺时轮学院
拉卜楞寺的时轮学院，是密宗学院。这个学院除学习参观有关的时轮密乘外，着重对时轮天文，厉算进行学习研究。此外还研究声明、语法、诗词、书法、绘坛、音韵手诀、步法等。该学院分初级、中级、高级三个学级，年限不定。